# 安州 (南陈)
安州，南陈时设置的州。
太建七年（575年）吴明彻攻克北齐宿预，改北齐的东徐州为安州，治所在宿预（今江苏省宿迁市东南旧黄河东北岸古城）。徐敬成为安州刺史，下辖宿预郡宿预县，高平郡高平县（今江苏省盱眙县西北洪泽湖中）、朱沛县。太建十一年（579年），北周夺得安州，改名泗州。